# Шульженко, Леонид Владимирович
Леонид Владимирович Шульженко (1913, Геленджик — 1987, Подольск) — советский лётчик, командир звена 104-го транспортного авиационного полка Дальней авиации, Герой Советского Союза. Участник Великой Отечественной войны.

## Биография
Шульженко Леонид Владимирович родился 3 августа 1913 года в селении Геленджик (ныне город Геленджик) в семье служащего. 
Окончил Батайскую объединённую школу пилотов и авиационных техников ГВФ.
Участник Великой Отечественной войны с 1943 года:
- в мае 1943 — сентябре 1944 — командир корабля 105-го вспомогательного авиационного полка (Авиация дальнего действия),
- в сентябре 1944 — мае 1945 — командир корабля 104-го вспомогательного авиационного полка (Авиация дальнего действия).

Совершил несколько десятков боевых вылетов на самолёте С-47 для переброски грузов и боеприпасов на передовую, а также для вывоза раненых.
После войны продолжал службу в Дальней авиации. Член КПСС с 1946 года. Весной 1948 года участвовал в высокоширотной экспедиции «Север-2», а весной 1949 года — в высокоширотной экспедиции «Север-4». В качестве командира самолёта С-47 совершил несколько десятков полётов для перевозки грузов, горючего и личного состава экспедиции на ледовые аэродромы в районе Северного полюса.
С 1959 года командир эскадрильи майор Шульженко Л. В. — в запасе. Жил в авиагарнизоне Остафьево Ленинского района Московской области (ныне микрорайон Остафьево Новомосковского административного округа города Москвы).
Умер 20 июля 1987 года. Похоронен в городе Подольске.

## Награды
- За мужество и героизм, проявленные в высокоширотной экспедиции, Указом Президиума Верховного Совета СССР от 6 декабря 1949 года капитану Шульженко Леониду Владимировичу присвоено звание Героя Советского Союза с вручением ордена Ленина и медали «Золотая Звезда» (№ 7809).
- Награждён орденами Красного Знамени (1954), двумя орденами Отечественной войны 1-й степени (1944; 1985), двумя орденами Красной Звезды (1943; 1949) и медалями, среди которых «За боевые заслуги» (1944).